# Ardea sumatrana
Ardea sumatrana е вид птица от семейство Чаплови (Ardeidae).

## Разпространение
Видът е разпространен в Австралия, Бруней, Виетнам, Индия, Индонезия, Източен Тимор, Малайзия, Мианмар, Папуа Нова Гвинея, Сингапур, Тайланд и Филипините.